# Natacha Rigobert
Natacha Rigobert, née le 10 juillet 1980 à Curepipe, est une joueuse mauricienne de volley-ball et de beach-volley.

## Biographie
Natacha Rigobert vit à Cannes en France. Elle est joueuse de volley-ball au RC Villebon 91 en première division.
Avec Elodie Li Yuk Lo, elle remporte la médaille d'or des Jeux africains de 2011 à Maputo.
La paire mauricienne rentre dans l'histoire du beach-volley national en étant le premier duo à participer aux Jeux olympiques, lors de l'édition 2012 à Londres, où Natacha Rigobert est porte-drapeau de la délégation mauricienne.